# Mareuil-sur-Lay-Dissais
Mareuil-sur-Lay-Dissais és un municipi francès situat al departament de Vendée i a la regió de País del Loira. L'any 2007 tenia 2.588 habitants.

## Demografia

### Població
El 2007 la població de fet de Mareuil-sur-Lay-Dissais era de 2.588 persones. Hi havia 1.072 famílies de les quals 277 eren unipersonals (103 homes vivint sols i 174 dones vivint soles), 411 parelles sense fills, 313 parelles amb fills i 71 famílies monoparentals amb fills.
La població ha evolucionat segons el següent gràfic:
Habitants censats

### Habitatges
El 2007 hi havia 1.244 habitatges, 1.082 eren l'habitatge principal de la família, 75 eren segones residències i 86 estaven desocupats. 1.161 eren cases i 80 eren apartaments. Dels 1.082 habitatges principals, 775 estaven ocupats pels seus propietaris, 291 estaven llogats i ocupats pels llogaters i 16 estaven cedits a títol gratuït; 14 tenien una cambra, 46 en tenien dues, 189 en tenien tres, 341 en tenien quatre i 492 en tenien cinc o més. 810 habitatges disposaven pel capbaix d'una plaça de pàrquing. A 516 habitatges hi havia un automòbil i a 463 n'hi havia dos o més.

### Piràmide de població
La piràmide de població per edats i sexe el 2009 era:
| Homes | Edats   | Dones |
| ----- | ------- | ----- |
| 0     | 95 o +  | 0     |
| 4     | 90 a 94 | 20    |
| 23    | 85 a 89 | 53    |
| 13    | 80 a 84 | 17    |
| 49    | 75 a 79 | 62    |
| 39    | 70 a 74 | 60    |
| 102   | 65 a 69 | 75    |
| 49    | 60 a 64 | 80    |
| 33    | 55 a 59 | 62    |
| 44    | 50 a 54 | 50    |
| 73    | 45 a 49 | 73    |
| 109   | 40 a 44 | 72    |
| 75    | 35 a 39 | 89    |
| 73    | 30 a 34 | 60    |
| 65    | 25 a 29 | 74    |
| 58    | 20 a 24 | 40    |
| 95    | 15 a 19 | 64    |
| 84    | 10 a 14 | 75    |
| 69    | 5 a 9   | 65    |
| 32    | 0 a 4   | 41    |

## Economia
El 2007 la població en edat de treballar era de 1.545 persones, 1.125 eren actives i 420 eren inactives. De les 1.125 persones actives 994 estaven ocupades (528 homes i 466 dones) i 130 estaven aturades (57 homes i 73 dones). De les 420 persones inactives 193 estaven jubilades, 115 estaven estudiant i 112 estaven classificades com a «altres inactius».

### Ingressos
El 2009 a Mareuil-sur-Lay-Dissais hi havia 1.055 unitats fiscals que integraven 2.564 persones, la mediana anual d'ingressos fiscals per persona era de 16.968 €.

### Activitats econòmiques
Dels 132 establiments que hi havia el 2007, 4 eren d'empreses extractives, 6 d'empreses alimentàries, 2 d'empreses de fabricació d'altres productes industrials, 20 d'empreses de construcció, 29 d'empreses de comerç i reparació d'automòbils, 4 d'empreses de transport, 9 d'empreses d'hostatgeria i restauració, 2 d'empreses d'informació i comunicació, 9 d'empreses financeres, 4 d'empreses immobiliàries, 12 d'empreses de serveis, 19 d'entitats de l'administració pública i 12 d'empreses classificades com a «altres activitats de serveis».
Dels 44 establiments de servei als particulars que hi havia el 2009, 1 era una oficina d'administració d'Hisenda pública, 1 gendarmeria, 1 oficina de correu, 4 oficines bancàries, 2 tallers de reparació d'automòbils i de material agrícola, 1 taller d'inspecció tècnica de vehicles, 1 autoescola, 4 paletes, 4 guixaires pintors, 2 fusteries, 5 lampisteries, 2 electricistes, 4 perruqueries, 3 veterinaris, 3 restaurants, 4 agències immobiliàries, 1 tintoreria i 1 saló de bellesa.
Dels 12 establiments comercials que hi havia el 2009, 1 era un supermercat, 2 fleques, 1 una carnisseria, 2 llibreries, 1 una botiga de roba, 2 botigues de mobles, 2 drogueries i 1 una floristeria.
L'any 2000 a Mareuil-sur-Lay-Dissais hi havia 45 explotacions agrícoles que ocupaven un total de 1.620 hectàrees.

## Equipaments sanitaris i escolars
El 2009 hi havia 1 centre de salut, 3 farmàcies i 1 ambulància.
El 2009 hi havia 1 escola maternal i 2 escoles elementals.

## Poblacions més properes
El següent diagrama mostra les poblacions més properes.